# Паймого

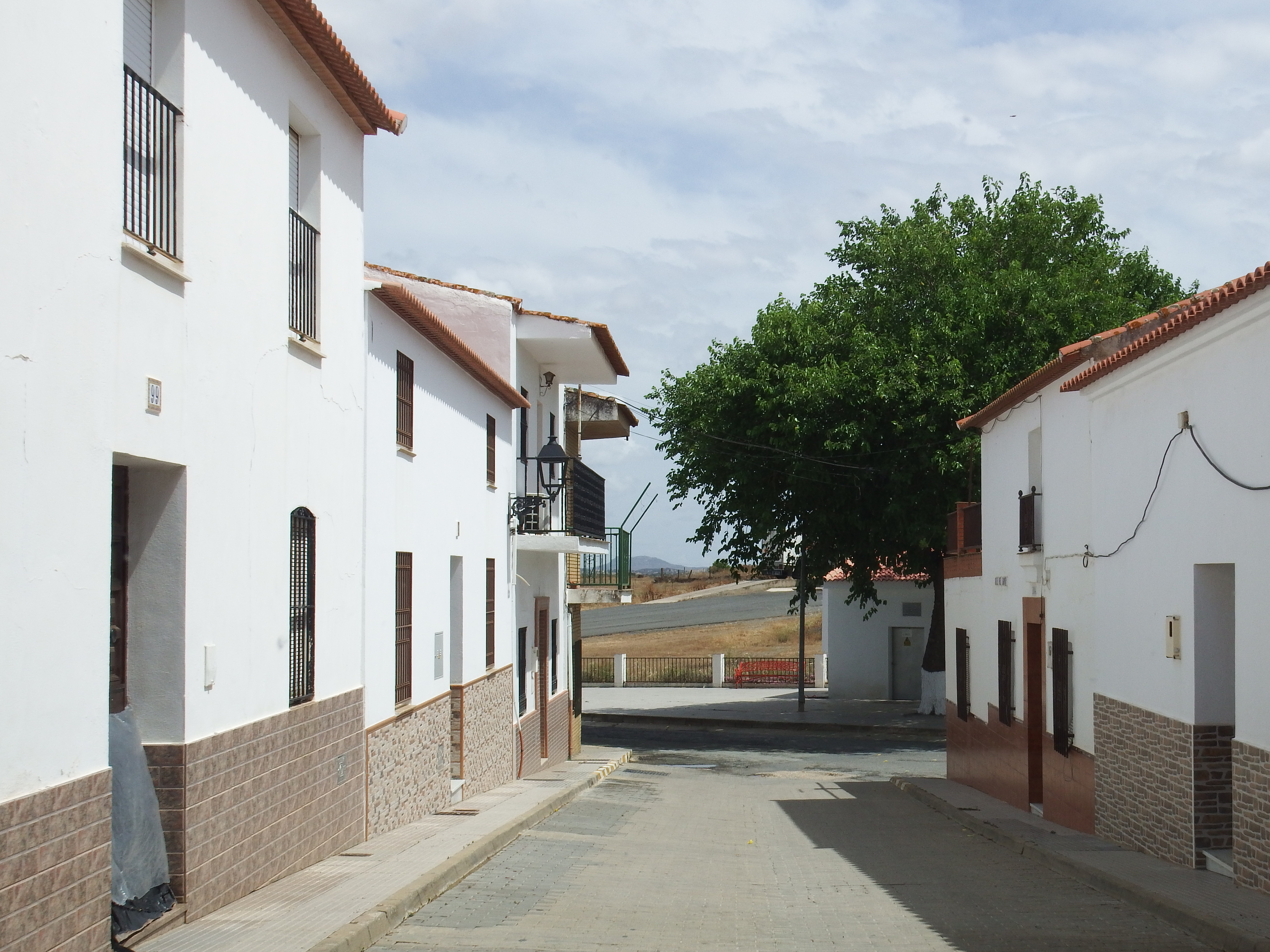

Паймого (ісп. Paymogo) — муніципалітет в Іспанії, у складі автономної спільноти Андалусія, у провінції Уельва. Населення — 1306 осіб (2010).

## Географія
Муніципалітет розташований на португальсько-іспанському кордоні.
Муніципалітет розташований на відстані близько 430 км на південний захід від Мадрида, 65 км на північний захід від Уельви.

## Демографія
Динаміка населення (INE ):